# Can Ballart
Can Ballart és una masia situada a l'antic terme del poble de L'Estela, dins de l'actual municipi de Cabanelles, a la comarca catalana de l'Alt Empordà. Es troba a la vora de la rasa de Vilargilar. L'edifici data de la primaria del segle xix i està en estat d'abandonament.